# Martin Kastler
Pour les articles homonymes, voir Kastler.
Martin Kastler est un homme politique allemand et député européen de 2009 à 2014, né le 1974 à Nuremberg. Il est membre du parti Union chrétienne-sociale en Bavière. Kastler a commis particulièrement pour les églises. Aujourd'hui, il vit à Schwabach et Prague.